# Rectory (Rota)
Das Rectory ist ein früheres Pfarramt auf der Insel Rota in den Nördlichen Marianen und ein seltenes Beispiel der spanisch-japanischen Übergangsarchitektur auf dem Archipel, der heute ein Außengebiet der Vereinigten Staaten ist. Es wurde um 1930 erbaut, als unter dem japanischen Südseemandat die eingeborenen Chamorro durch die von den Japanern für die Zuckererzeugung auf die Insel gebrachten Arbeiter verdrängt wurden.  Das Pfarramt ist ein L-förmiges Betonbauwerk mit den Abmessungen 13,7 m auf 19,8 m (45 ft × 65 ft), das ursprünglich einen zweiten Stock und ein Dach aus einer Holzrahmenkonstruktion besaß. Zwar ist nur noch die Betonkonstruktion erhalten, doch sind die Anordnung der Fenster und die massiven Treppen typisch für die frühere spanische Periode, während die dekorativen Elemente wie die Säulen der Veranda und die Details der Fensteröffnungen japanische Bauweise widerspiegeln.
Das Bauwerk wurde 1981 in das National Register of Historic Places aufgenommen.

## Belege
1. 1 2  National Register Information System. In: National Register of Historic Places. National Park Service, abgerufen am 9. Juli 2010 (englisch).
2. ↑  NRHP nomination for Rectory. National Park Service, abgerufen am 7. Mai 2015.